# وسم جغرافي
تحديد الموقع الجغرافي (بالإنجليزية: Geotagging)‏ خاصية ربط المعلومات الجغرافية للمكان بالوسائط (مثل الصور والفيديو)عبر إدراج إحداثيات خط الطول وخط العرض شاملة اسم المكان والمسافة. غالبا ما يستخدمها المصورون لتحديد مكان التقاط الصورة جغرافيا.

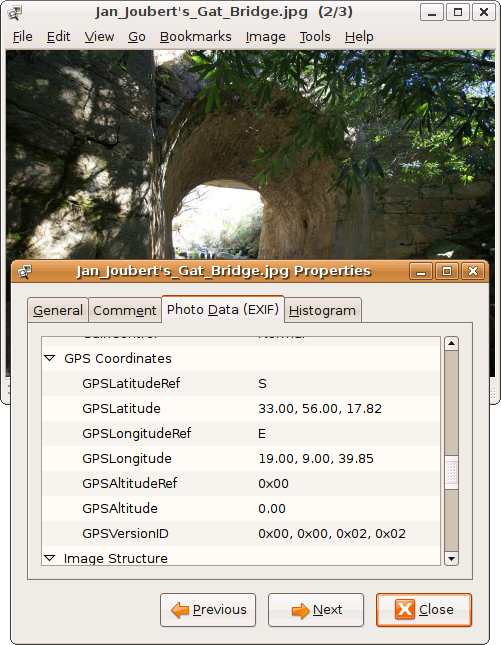
معلومات المكان الجغرافي مخزنة في صورة يعرضها برنامج gthumb

 الخاصية تساعد المستخدمين على العثور على صور في إحداثيات معينة. هذه الخاصية تجلب المعلومات اللازمة عبر نظام التموضع العالمي في الأجهزة الداعمة له.

## طرق الحفظ
يمكن أن تخزن في صورة، ملف html، ويمكن عرض المعلومات في خصائص الصورة باستخدام برامج عديدة مثل "gThumb".

## مقالات ذات صلة
- حافظ آبرو